# Nephodia obscuriorata
Nephodia obscuriorata là một loài bướm đêm trong họ Geometridae.